# Талышский пурпурный усач
Талышский пурпурный усач (Purpuricenus talyshensis) — жук из семейства Усачи (Cerambycidae).

## Описание
Длина тела 12—20 мм. Тело умеренно большое, умеренно длинное, довольно широкое. Надкрылья по большей части красные с чёрным рисунком. Голова небольшая, с заметно удалёнными от основания верхних челюстей глазами. Верхние челюсти короткие. Усики длинные, достаточно тонкие, сильно уменьшены к вершине, у самцов по большей части гораздо длиннее тела, у самок нередко слегка короче его.

## Ареал
На территории Талыша в переделах Ирана и Азербайджана.

## Биология
Населяет дубовые леса низменности, предгорий и гор. Жуки встречаются в мае—июле. Генерация 2—3 годичная. Кормовое растение личинок — дуб. Крайне малочисленный вид. Биология вида подробно не изучена.

## Охрана
Причины изменения численности заключаются в лесохозяйственной деятельности человека. Занесён в Красную книгу Азербайджана.